# سحابی خرطوم فیل
سحابی خرطوم فیل تراکمی از گاز و غبار میان‌ستاره‌ای در بخش گاز یونیزه‌شده بسیار گسترده‌تر آی سی ۱۳۹۶ قرار گرفته شده در صورت فلکی قیفاووس در فاصلهٔ حدود ۲٬۴۰۰ سال نوری از زمین می‌باشد. بخشی از سحابی که در این مکان دیده شده، کروی تاریک و فشرده آی سی ای ۱۳۹۶ می‌باشد. بیشتر به آن سحابی خرطوم فیل می‌گویند، چون در اندازهٔ موج‌های نور آشکار دیده می‌شود، محلی که یک لکهٔ تاریک با لبه‌ای روشن و حفرهٔ توخالی موجود می‌باشد. لبهٔ تابان سطح ابر فراوانی است که از جانب یک ستارهٔ بسیار تابان و پرجرم (اچ دی ۲۰۶۲۶۷) که صحیح گردیده در سمت شرق آی سی ای ۱۳۹۶ واقع شده، نورانی و یونیزه می‌گردد. (در شاخص تلسکوپ فضایی اسپیتزر دیده شده که، ستارهٔ بزرگ در سوس چپ لبهٔ تصویر واقع گردیده) مجموع ناحیهٔ آی سی ۱۳۹۶ از جانب ستارهٔ پرجرم یونیزه می‌شود، به غیر از گلبول‌های انبوه که می‌توانند از خودشان در مقابل تابش‌های فرابنفش خشن ستاره حراست کنند.
اقدام ترکیبی نور برآیندشده از یونیزه گردیدن و متراکم شدن لبهٔ ابر از ستارهٔ بزرگ و باد ستاره‌های جوان که گاز را از قسمت مرکز به بیرون انتقال می‌دهد منتهی به متراکم‌سازی بسیار بالا در سحابی خرطوم فیل می‌گردد. این نیرو باعث تشکیل شدن نسل کنونی پیش‌ستاره‌ها شده است.

## نگارخانه

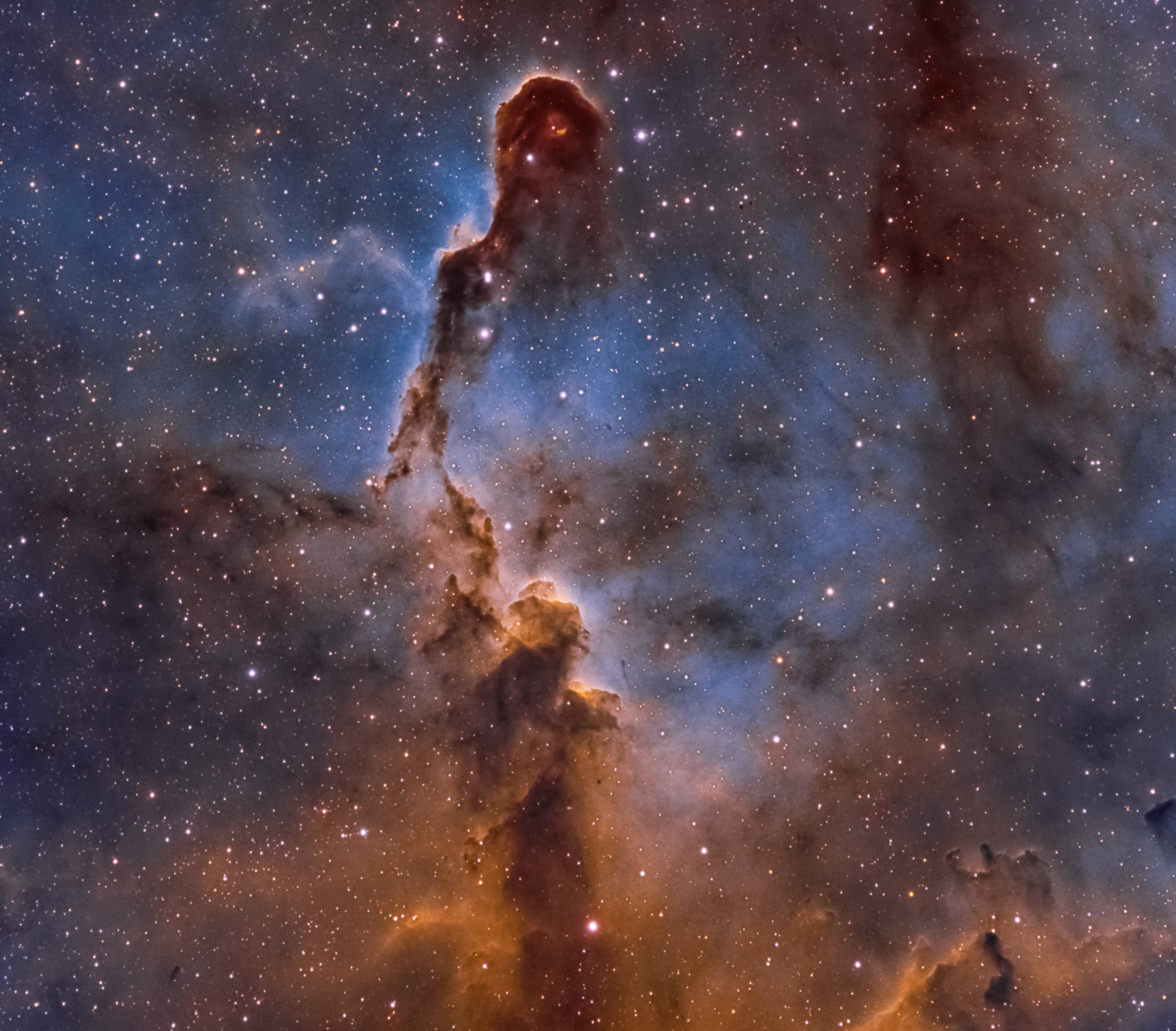
در پالت کلاسیک هابل (اچ ای/او آی آی آی/آس آی آی) با استفاده از تلسکوپ شکست ۱۲۷میلی‌متری عکس گرفته شده
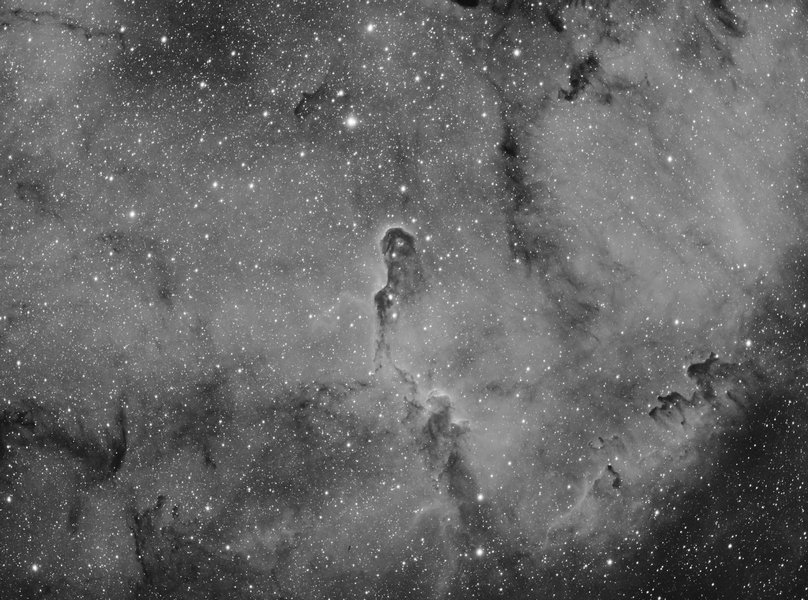
با استفاده از تلسکوپ ۱۰۲میلی‌متری در هیدروژن آلفا گرفته شده
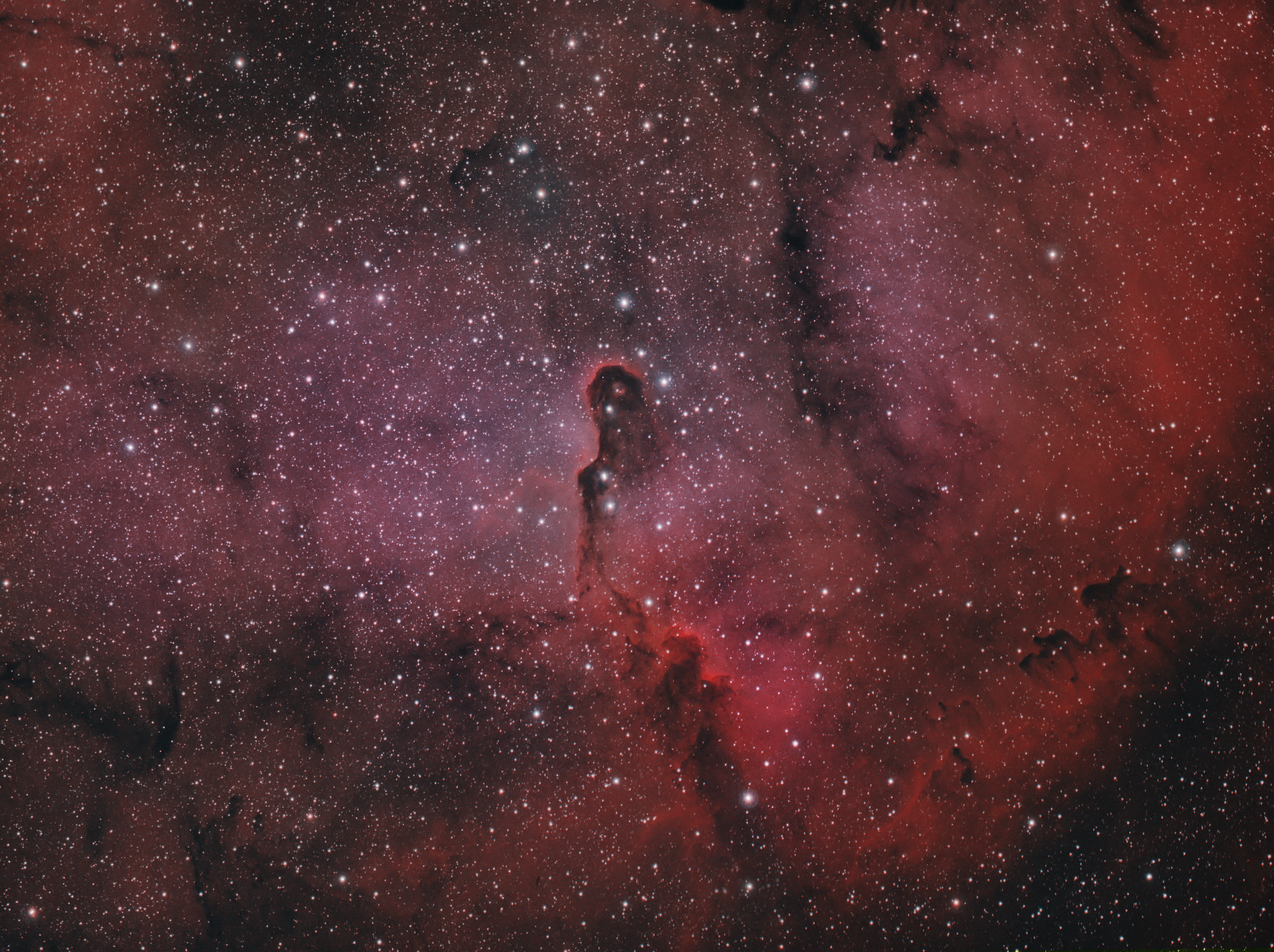
جاذبه در هیدروژن آلفا و اکسیژن
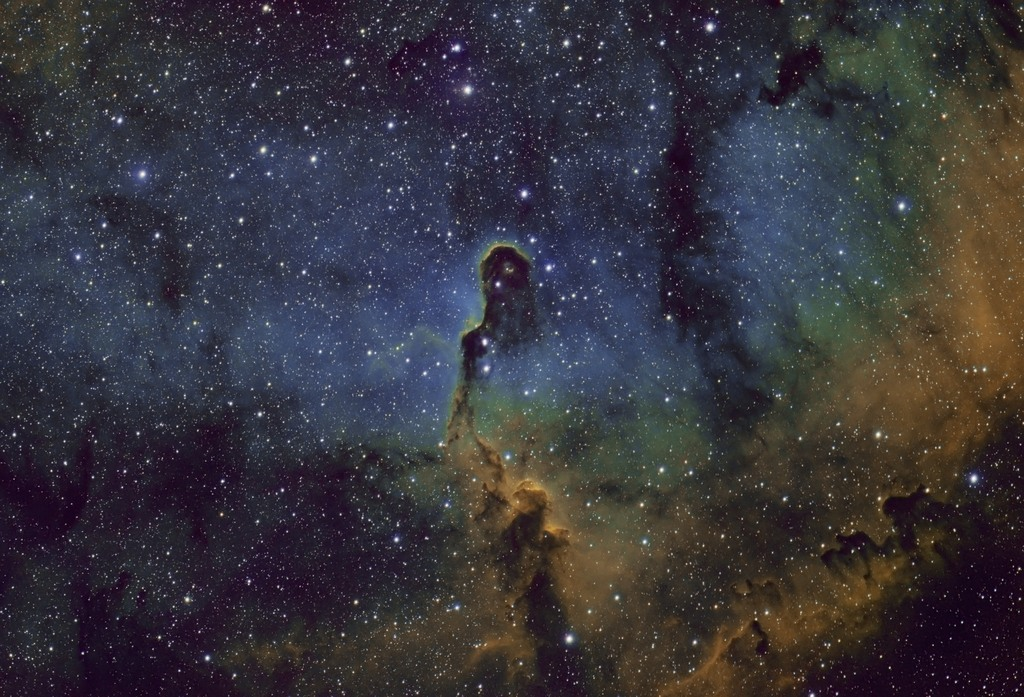
پالت هابل اچ ای+او آی آی آی+اس آی آی درست گردید
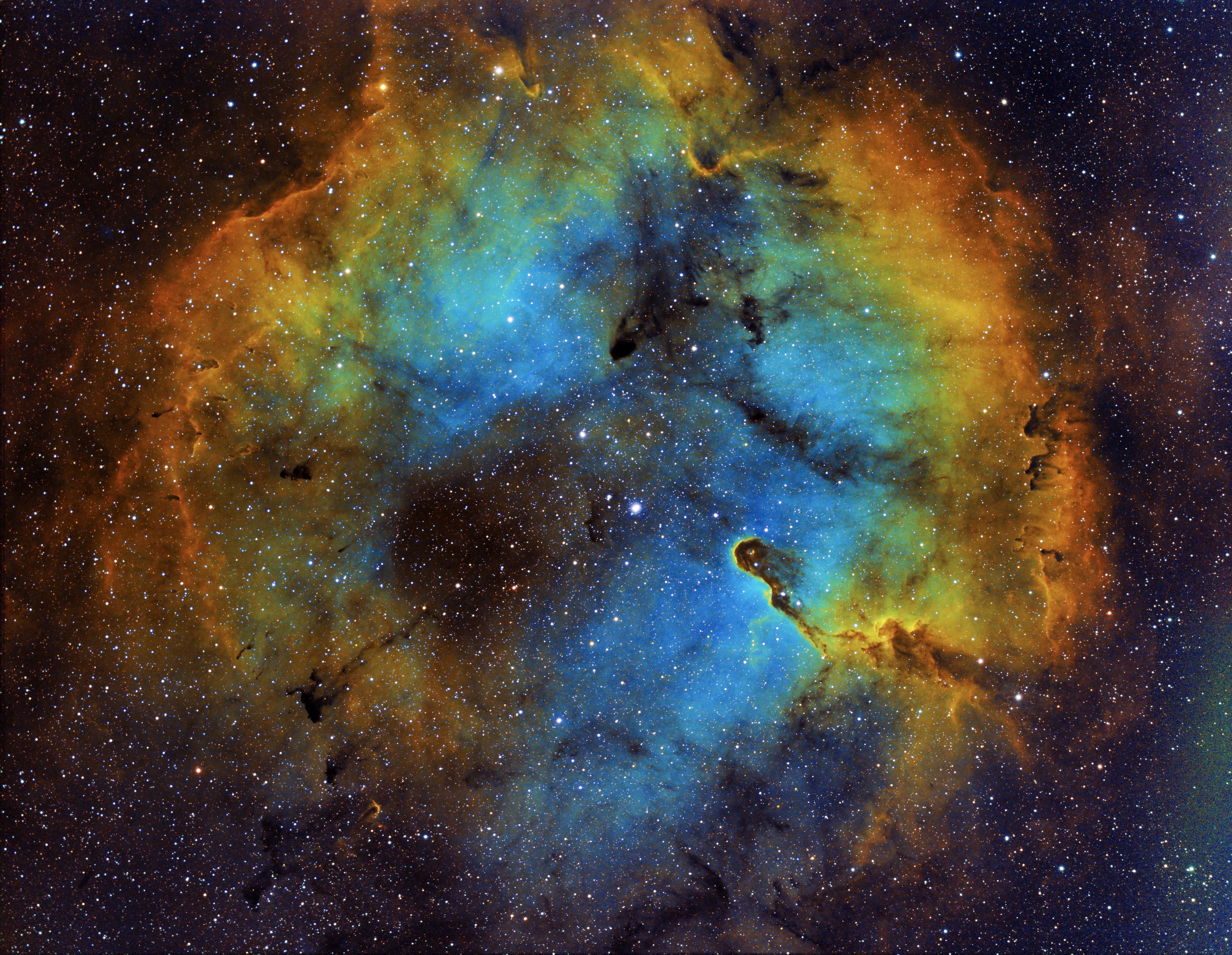
شکل بزرگ از سحابی آی سی ۱۳۹۶ در پالت اس اچ او هابل
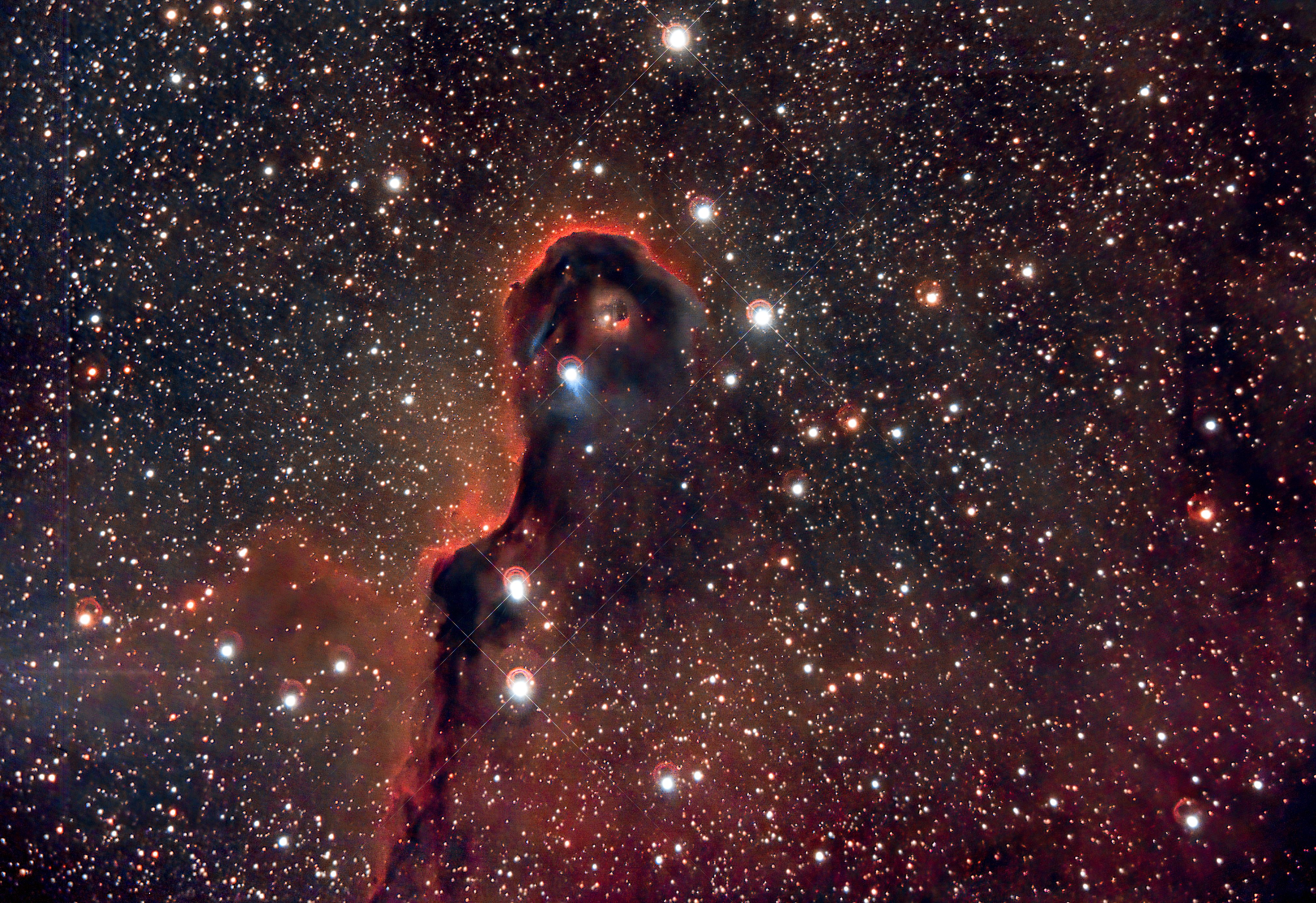
پرترهٔ پیرامونیِ سحابی